# Криолит
Криолит је минерал, флуороалуминат натријума. Беле је боје, по изгледу је сличан леду. У већим количинама се јавља на западу Гренланда, у Русији, Шпанији и САД. Користи се у електролитичком процесу добијања алуминијума из боксита.